# Richfield, Kansas
Richfield är en ort i Morton County i det sydvästra hörnet av den amerikanska delstaten Kansas med en yta av 2,6 km² och en folkmängd som uppgår till 48 invånare (2000).